# Medalla de los Guardacostas
La Medalla de los Guardacostas (en inglés Coast Guard Medal) es condecoración que se concede a cualquier miembro de los Guardacostas de los Estados Unidos, durante su servicio en cualquier, que se distinga por su heroísmo que no implique conflicto real con un enemigo. Debe ser un acto de valentía voluntario y ante un grave peligro y con riesgo de su propia vida.
Fue autorizada por el Congreso de Estados Unidos, (Ley Publica 207 del 81.er congreso), el 4 de agosto de 1949. La primera medalla se entregaría en 1958. Los primeros receptores de la Medalla fueron Suboficiales de Tercera Clase Earl Leyda y Raymond Johnson, la recibieron en junio de 1958. 
Las concesiones posteriores indican mediante estrellas de oro. 

## Diseño
Fue diseñada por Thomas Hudson Jones del instituto de Heráldica del Ejército. Es de bronce, y de forma octogonal, en el centro figura el escudo de los Guardacostas rodeado por un cable continuo. Cuelga de una cinta con las puntas y el centro decorados en azul cielo . En medio , hay una franja blanca que contiene 3 franjas rojas (los colores son tomados de los del escudo de los Guardacostas ) .